# Piękna i szalona
Piękna i szalona (ang. Crazy/Beautiful) – amerykański dramat obyczajowy z 2001 roku w reżyserii Johna Stockwella. W rolach głównych występują Kirsten Dunst i Jay Hernandez.
Film opowiada historię miłości między siedemnastoletnią, niegrzeczną Nicole i spokojnym Latynosem Carlosem. Uczęszczają do jednej szkoły. Carlos chce uczyć się w Annapolis i zostać pilotem. Jest to możliwe dzięki wpływom ojca Nicole.

## Fabuła
Siedemnastoletnia Nicole Oakley to córka kongresmena. Nastolatka sprawia problemy wychowawcze. Pewnego dnia Nicole poznaje Carlosa Nuneza, chłopaka z ubogiej latynoskiej rodziny. Dziewczyna jest w nim zakochana od pierwszego wejrzenia.

## Obsada
- Kirsten Dunst – Nicole Oakley
- Jay Hernandez – Carlos Nuñez
- Bruce Davison – Tom Oakley
- Herman Osorio – Luis
- Miguel Castro – Eddie
- Tommy De La Cruz – Victor
- Rolando Molina – Hector
- Soledad St. Hilaire – Mrs. Nuñez
- Lucinda Jenney – Courtney Oakley
- Taryn Manning – Maddy
- Richard Steinmetz – Coach Bauer
- Ana Argueta – Rosa the Maid
- Neil Looy – Jimmy (the Pilot)
- Marion Moseley – Morgan Oakley
- Mike Jones – Dr. Linehan
- Carolyn McKnight – Mrs. Ellis
- Michael J. Fisher – Assistant Football Coach Stover
- Cory Hardrict – Wilcox
- Keram Malicki-Sánchez – Foster
- Kimi Reichenberg – Lainie
- Matthew McKane – Davis
- Jim Jackman – Detail Supervisor
- Kevin Kane – Mr. Kane
- Griselda Diaz – Taco Vendor
- Claudia Soundy – Spandexed Latina Girl
- Rick Dallago – Photo Teacher
- Berenice Ayala – Blanca
- Virginia Sánchez – Aunt Eva
- Hank Mendoza – Guy on Street
- María Díaz – Oakley's Receptionist
- Louie Liberti – Casey
- Bob Sattler – Police Officer
- John Marrott – Police Officer
- Josh Vaughn – Curtis
- Devon Williams – Band Singer
- David Benitez – Band Singer
- Tracy Claustro – Luz
- Jackie Napal – Jackie
- Gary Cruz – Dealer
- Magdaleno Robles Jr. – Dealer
- Matt Hobbie – Quarterback
- John Pemberton – Football Official